# Inge van Dijk (VVD)
I.M. (Inge) van Dijk (1984) is een Nederlands historica, politica en bestuurster. Ze is lid van de VVD. Sinds 4 juni 2024 is ze burgemeester van Mook en Middelaar. 

## Loopbaan
Van Dijk behaalde haar atheneum-diploma aan het Serviam/Trevianum in Sittard. Ze studeerde politieke geschiedenis aan de Radboud Universiteit in Nijmegen. Daar werd ze in 2012 actief voor de VVD-fractie. In maart 2014 werd ze er gemeenteraadslid en in juni 2014 volgde ze Hayke Veldman op als fractievoorzitter. Als zzp'er verzorgde ze trainingen en workshops in de zorg.
Van Dijk werd in 2018 voorzitter van de raad van toezicht van de Landelijke Federatie Belangenbehartiging voor mensen met een (licht) verstandelijke beperking Nederland (LFB). In de periode tussen 2009 en 2022 vervulde Van Dijk verschillende bestuursfuncties voor de Epilepsie Vereniging Nederland. Per 1 januari 2022 nam ze afscheid van de gemeenteraad van Nijmegen om per die datum raadsgriffier te worden van Zevenaar.
Op 4 juni 2024 werd Van Dijk burgemeester van Mook en Middelaar. Ze kreeg er voorlichting & communicatie, personeel & organisatie, algemeen bestuur, openbare orde & veiligheid, handhaving, bedrijfsvoering en samenwerking (bestuurlijk) in haar portefeuille. Ze werd er lid van het algemeen bestuur van het Rijk van Nijmegen, de Groene Metropoolregio Arnhem-Nijmegen en de Veiligheidsregio Limburg-Noord en van de euregioraad van de Euregio Rijn-Waal.

## Privéleven
Van Dijk groeide op in Schinveld. Ze trouwde en kreeg kinderen. Ze werd rooms-katholiek.